# Gerichtsbuch
Ein Gerichtsbuch (auch Gerichtsprotokoll) enthält handschriftliche Belege über Vorgänge vor Gericht.
Die Gerichtsbücher in ihren verschiedenen Ausprägungen haben in der frühen Neuzeit regional sehr unterschiedliche Namen bekommen.
Diese Gattung der Amtsbücher kann im engeren Sinne die Protokolle der Strafgerichtsbarkeit mit Eintragungen über kriminelle Vorgänge, Strafgelder (in Bayern als eigenständiges Amtsbuch unter der Bezeichnung Wändelbuch bekannt) u. ä. als auch die Protokolle der streitigen Gerichtsbarkeit bezeichnen.
Für Familiengeschichte besonders interessant sind die Bücher der freiwilligen Gerichtsbarkeit (Gerichtshandelsbuch, Meyers Konversationslexikon 1888, VII 169), die Eintragungen von Heiratsverträgen, Testamenten, Hypotheken, Nachlassinventaren usw. enthalten. Zu diesen Themen entwickeln sich in der frühen Neuzeit jeweils eigene Serien (Hypothekenbuch, Heiratsbuch, Währschaftsbuch etc.).
Die Bücher der freiwilligen Gerichtsbarkeit sind auch eine Quelle für die Entstehung des Grundbuchs.
Aus der Stadt Eger z. B. haben sich das Buch der Gebrechen und zwei Achtbücher, teilweise nur in Auszügen, erhalten.